# The Boulet Brothers' Dragula
Los hermanos Boulet Dragula es una serie televisiva de telerrealidad estadounidense producida por Boulet Brothers Productions, presentado por los hermanos Boulet. La serie originalmente salió al aire en YouTube y ha salido en Netflix en los Estados Unidos, OUTtv en Canadá, y Amazon Prime en el Reino Unido y Australia. Empezando con la temporada 4, la serie se moverá a Shudder en todos los territorios.
La serie fue creada y presentada por los hermanos Boulet, quiénes desafían un conjunto diferente de once artistas drag de alrededor del mundo a competir en un estilo clandestino de competencia drag cada temporada. Los artistas compiten por la posibilidad de ganar un premio de dinero efectivo y la corona de "Dragula - el siguiente drag super monstruo del mundo". El espectáculo celebra el arte drag alternativo y clandestino, y basa los retos de cada episodio en los cuatro principios del espectáculo - "Drag", "Suciedad", "Horror" y "Glamour".
Los competidores en el espectáculo son desafiados semana a semana en una variedad de los retos que varían de creación de traje, maquillaje de efectos especiales, rendimiento en vivo y habilidad de actuación. Cada episodio un ganador es escogido, y los participantes quiénes acaban en el fondo tiene que afrontar el "desafío de exterminación", en el cual les prueban física y psicológicamente para demostrar si tienen el espíritu punk requerido por los jueces para permanecer en la competición.

## Historia

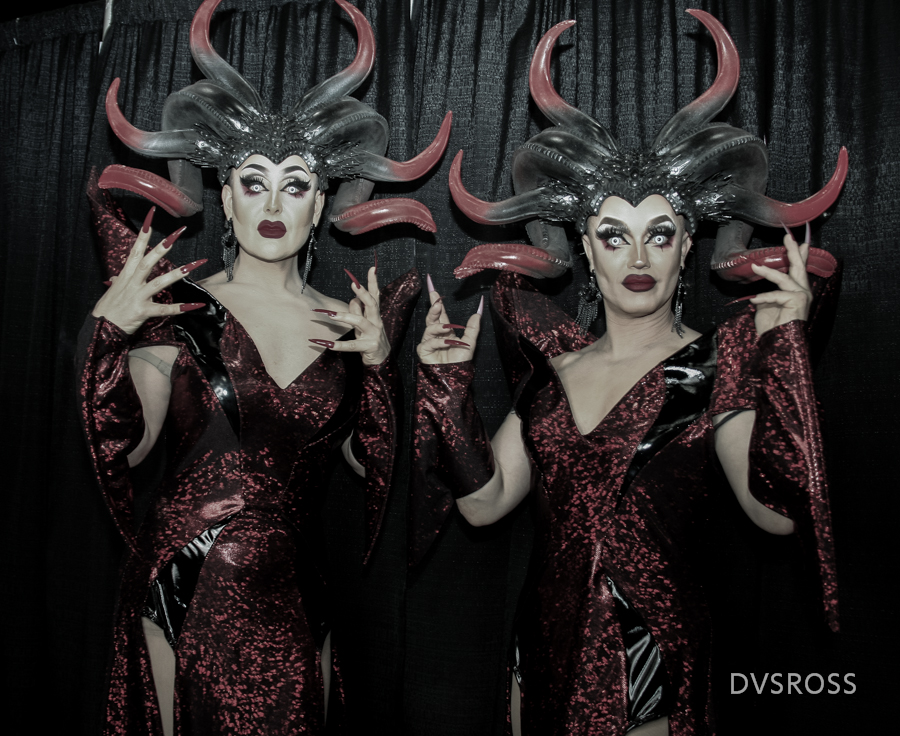
Los hermanos Boulet, en Los Ángeles DragCon en 2018

Los hermanos Boulet Dragula fue creado y producido por los hermanos Boulet, y su compañía de producción Producciones de los hermanos Boulet. El espectáculo de telerrealidad está sueltamente basado en su evento de club y desfile de vida nocturna del mismo nombre.
La primera temporada de Los hermanos Boulet Dragula se estrenó el 30 de octubre de 2016 y salieron al aire siete episodios piloto en el canal de YouTube Hey Qween!. Más tarde ese año, el espectáculo fue elegido por la network canadiense OutTV quién ordenó una versión completa, remasterizada y expandida de la temporada 1, así como una segunda temporada del espectáculo.
La temporada 2 se estrenó el 30 de octubre de 2017 y salió al aire en Amazon Prime y WOW Present en los Estados Unidos. La temporada salió al aire en Amazon Prime en el Reino Unido, OUTtv en Canadá y SBS Viceland en Australia.
La tercera temporada de la serie se estrenó en Amazon Prime el 27 de agosto de 2019. Dragula se convirtió en la primera competencia de realidad televisiva en incluir a un drag king después de que Landon Cider apareciera como concursante en la temporada 3. Empezando el 31 de octubre de 2019, las temporadas 2 y 3 de la serie se movieron al servicio de streaming americano Netflix.
El 20 de octubre Dragula tuvo un episodio especial llamado "Dragula: Resurrección", donde los hermanos Boulet trajeron de vuelta a siete concursantes pasados para competir por un lugar en la temporada 4. Esta temporada se estrenó en Shudder, y el ganador fue Saint de la tercera temporada de Dragula.
El 7 de diciembre de 2021, Shudder renovó la serie para una quinta temporada.

## Formato
Cada episodio abre con una escena guionizada que protagonizan los hermanos Boulet e introduce el tema y el reto del episodio. El resto del episodio está filmado en un formato documental de telerrealidad. Los competidores son introducidos al reto de la semana, y deben trabajar entre ellos, trabajar en sus asuntos interpersonales y crear sus vestimentas y actuaciones para aquella semana.

### Espectáculo de piso
Cada episodio presenta un Espectáculo “de Piso principal” donde cada participante muestra sus vestimentas y actuaciones en el escenario principal. Estos son juzgados, y un competidor es escogido ganador, mientras los dos o más con la peor puntuación entre los competidores son elegidos para ir a la “exterminación”.

### Retos de exterminación
Los retos de "Exterminación", son pruebas físicas y psicológicas basadas en miedos creados para empujar a los competidores para “afrontar sus miedos” y quedarse en el programa. Retos de exterminación pasados han incluido el ser enterró vivo en un ataúd donde después liberan insectos, ser pinchado con agujas gauged, paracaidismo, comer intestinos de vaca entre otros tipos de carne cruda, y sobreviviendo un anochecer en una casa encantada extrema. El competidor que falle el reto de exterminación es "asesinado" por los hermanos Boulet en una escena guionizada al final de cada episodio.

## Jueces
Los hermanos Boulet sirven como los jueces primarios en el espectáculo, y son los únicos jueces regulares en el panel. Cada episodio se une a ellos un reparto rotativo de celebridades musicales, directores, escritores e íconos del horror incluyendo Henry Rollins, Milly Shapiro, Amanda Lepore, Bonnie Aarons, Felissa Rose, Danielle Harris, Rachel Cierta, y Cig Nuetron. El director de películas de horror americano Darren Stein y Peaches Christ son los únicos jueces en haber aparecido en todas las cuatro temporadas del espectáculo. 

## Visión general de serie
| Temporada    | Fecha de estreno      | Fecha final             | Ganador        | Finalista(s)                           | Los premios del ganador                                                                | Núm. de episodios | Núm. de participantes |
| ------------ | --------------------- | ----------------------- | -------------- | -------------------------------------- | -------------------------------------------------------------------------------------- | ----------------- | --------------------- |
| 1            | 31 de octubre de 2016 | 20 de febrero de 2017   | Vander Von Odd | Melissa Befierce Frankie Doom          | - $10 000 - El coveted título de "Dragula: El Mundo es Primero Arrastrar Supermonster" | 7                 | 9                     |
| 2            | 31 de octubre de 2017 | 16 de enero de 2018     | Biqtch Puddin' | James Majesty Victoria Elizabeth Black | - $10 000 - El coveted título de "Dragula: El Mundo es Luego Arrastrar Supermonster"   | 10                | 10                    |
| 3            | 27 de agosto de 2019  | 28 de octubre de 2019   | Landon Cider   | Dollya Black Priscilla Chambers        | - $25 000 - El coveted título de "Dragula: El Mundo es Luego Arrastrar Supermonster"   | 10                | 11                    |
| Resurrección | 20 de octubre de 2020 | 20 de octubre de 2020   | Saint          | Dahli                                  | - $20 000 - Regreso para competir encima estación 4                                    | 1                 | 7                     |
| 4            | 19 de octubre de 2021 | 21 de diciembre de 2021 | Dahli          | HoSo Terra Toma Saint Sigourney Beaver | - $100 000 - El coveted título de "Dragula: El Mundo es Luego Arrastrar Supermonster"  | 10                | 11                    |

### Temporada 5 (2023)

#### Concursantes
(La edad y nombre de los participantes registrados al momento del concurso)
| Concursante          | Age | Hometown                   | Outcome   |
| -------------------- | --- | -------------------------- | --------- |
| Niohuru X            | TBA | Tianjin, China             | Ganadora  |
| Blackberri           | 33  | Houston, Texas             | Finalista |
| Orkgotik             | TBA | Buenos Aires, Argentina    | Finalista |
| Throb Zombie         | 34  | Boston, Massachusetts      | Finalista |
| Fantasia Royale Gaga | 35  | Miami, Florida             | 5.ª       |
| Cynthia Doll         | 30  | Kansas City, Misuri        | 6.ª       |
| Jay Kay              | TBA | New York City, New York    | 7.ª       |
| Anna Phylactic       | TBA | Mánchester, United Kingdom | 8.ª       |
| Jarvis Hammer        | TBA | Atlanta, Georgia           | 9.ª       |
| Satanna              | TBA | Los Ángeles, California    | 10.ª      |
| Onyx Ondyx           | TBA | Philadelphia, Pensilvania  | 11.ª      |

| Concursante          | 1    | 2    | 3    | 4    | 5    | 6    | 7    | 8   | 9     | 10       |
| -------------------- | ---- | ---- | ---- | ---- | ---- | ---- | ---- | --- | ----- | -------- |
| Niohuro X            | WIN  | HIGH | HIGH | HIGH | BTM  | HIGH | WIN  | BTM | Guest | Winner   |
| Blackberri           | HIGH | SAFE | SAFE | LOW  | SAFE | WIN  | HIGH | BTM | Guest | Finalist |
| Orkgotik             | HIGH | HIGH | BTM  | HIGH | WIN  | LOW  | BTM  | WIN | Guest | Finalist |
| Throb Zombie         | SAFE | WIN  | HIGH | SAFE | HIGH | HIGH | HIGH | BTM | Guest | Finalist |
| Fantasia Royale Gaga | SAFE | SAFE | SAFE | WIN  | SAFE | BTM  | LOW  | EXT | Guest |          |
| Cynthia Doll         | SAFE | BTM  | SAFE | SAFE | HIGH | SAFE | EXT  |     | Guest |          |
| Jay Kay              | EXT  | SAFE | WIN  | BTM  | HIGH | EXT  |      |     | Guest |          |
| Anna Phylactic       | SAFE | LOW  | BTM  | SAFE | EXT  |      |      |     | Guest |          |
| Jarvis Hammer        | SAFE | SAFE | KEY  | EXT  |      |      |      |     | Guest |          |
| Satanna              | BTM  | SAFE | EXT  |      |      |      |      |     | Guest |          |
| Onyx Ondyx           | LOW  | EXT  |      |      |      |      |      |     | Guest |          |

## Los hermanos Boulet Dragula: Resurrección
Un subproducto titulado Los hermanos Boulet Dragula: Resurrección se estrenó en AMC Networks' Shudder el 20 de octubre de 2020. La película estuvo escrita, codirigida, y producida por los hermanos Boulet. El espía digital lo describió tan "parte-película de horror, parte-documental y parte-competición de realidad". La película presentó una competición entre participantes de temporadas anteriores de Dragula, con el ganador de esta pequeña serie ganando la oportunidad de regresar para la cuarta temporada de Dragula. La banda sonora de la película incluye música de Orville Peck y Kim Petras.

### Concursantes
| Contestant         | Ciudad natal                  | Estación original | Original placement | Resultado  |
| ------------------ | ----------------------------- | ----------------- | ------------------ | ---------- |
| Saint              | Acworth, Georgia              | Estación 3        | 10.º Lugar         | Ganador    |
| Dahli              | Phoenix, Arizona              | Estación 2        | 7.º Lugar          | EXT + VIVO |
| Frankie Doom       | Del oeste Covina, California  | Estación 1        | Subcampeón         | EXT        |
| Kendra Onixxx      | Moreno Valle, California      | Estación 2        | 8.º Lugar          | EXT        |
| Loris              | Hollywood, California         | Estación 1        | 5.º/6.º Lugar      | EXT        |
| Priscilla Chambers | Asheville, Carolina del Norte | Estación 3        | Subcampeón         | EXT        |
| Victoria Black     | Orlando, Florida              | Estación 2        | Subcampeón         | EXT        |

     El participante ganó Los hermanos Boulet Dragula: Resurrección y regresó para competir en la temporada 4.
     El participante fue exterminado pero regresó a la vida en una escena poscréditos y regresó a competir en la temporada 4.
     El participante fue exterminado.
1. Saint era conocido como St. Lucia en su temporada original
2. The Dahli es referenciade simplemente como Dahli
3. Originalmente de Winterthur, Suiza
4. Victoria Elizabeth Black es referenciado simplemente como Victoria Black en el especial

## Recepción
Desde su original salida al aire, Dragula ha recibido reseñas positivas, y fue bautizado como “Vista de Horror Requerisa” por Fangoria. El escritor de Vice Jeff Leavell reseñó la serie siento tan "fuerte, extraña" y que " mea en heteronormatividad". También diga que Dragula no tendría que ser pensado como "sólo un espectáculo acerca de drag queens a quienes le encanta lo grotesco, dura actuación de arte queer", y que "en su manera propia, está animándonos para permanecer unidos, si eres un super monstruo o no".

Adam Zee de Wussy Magazine alabó la serie para su filosofía hacia el drag, ejemplificado por la declaración de los hermanos Boulet de que "no estamos aquí para juzgar su drag. Drag es arte y el arte es subjetivos." Zee Comentó que:
"Mientras parece sencillo, esta idea sencilla es lo qué verdaderamente distingue Los hermanos Boulet Dragula de RuPaul's Drag Race y la mayoría otras competiciones de telerrealidad. Los Boulets ponen un valor significante en el mérito artístico y anti-establecimiento de tradiciones del drag. Han dirigido su concentración en el imprevisible arte drag extravagante y perturbando más que en hacer que las reinas se conformen con mostrar estándares empresariales. Los únicos moldes que los participantes deben entrar es en los desafíos basados en la Suciedad, Glamour y Horror. Incluso entonces, 2 fuera de 3 son normalmente lo suficientemente buenos para seguir."
El espectáculo también ha recibido cobertura favorable para su inclusión de todos los géneros y tipos de intérpretes drag en la competencia, y la serie fue la primera serie televisiva de los EE. UU. en presentar un drag king y un AFAB artista drag.